# Syndicat des clochards d'Ottawa
Le Syndicat des clochard(e)s d'Ottawa (Ottawa Panhandlers Union) a été formée au début de 2003. C'est une section de l'Industrial Workers of the World (IWW), Ottawa-Outaouis General Members Board. Andrew Nellis est un des organisateurs principaux et délégué de sa section et porte-parole de l'IWW.

## Objectifs du Syndicat
Le syndicat n'est pas un syndicat ouvrier conventionnel, au sens où il ne vise pas à négocier avec des tiers pour des contrats collectifs et des augmentations de salaires. Ce malentendu sur ce nom a suscité des critiques narquoises, demandant pour quoi les clochards luttaient - "des trottoirs plus larges?".
Le syndicat répondit à ces accusations dans un édito, Why Panhandlers Need a Union (Pourquoi les clochards ont besoin d'un syndicat) qui apparut dans le journal, le 20 mars 2006. L'éditorial était écrit en coopération avec certains membres de l'IWW, mais signé par le clochard Proshanto Smith.
« Nous sommes un véritable syndicat », a déclaré Andrew Nellis, un des organisateurs. « Il n'y a pas de hiérarchie, mais nous nous sommes rassemblés pour veiller les uns sur les autres dans la rue. Nous nous protégeons mutuellement. Nous sommes des citoyens comme tout le monde. Nous ne voulons pas de droits supplémentaires. Nous voulons simplement les mêmes droits que tout le monde. »
Le but du syndicat est d'amener les clochards, les artistes de rue, et n'importe qui "affecté par la rue" à s'unir et à se rassembler à l'entrée de l'Hôtel de Ville pour lutter pour les droits individuels et pour abroger certaines lois promulguées par la ville d'Ottawa. Le syndicat a continuellement mis en l'avant l'objectif d'une création d'un "esprit entrepreneurial", qui aurait pour but d'amener les clochards à vendre de l'art et de l'artisanat, des livres, des disques compacts ou tout autre matériel.
La création de ce syndicat a encouragé d'autres activistes, comme ceux du collectif Under Pressure, à créer leurs propres syndicats pour des groupes plus ou moins marginaux, tels les Transit Riders Union à Ottawa.

## 1ermai 2006
Le 1er mai 2006, Andrew Nellis, avec la coordination et le support de la branche d'Ottawa de l'IWW, a organisé une manifestation du 1er mai du syndicat des clochards et ils/elles ont occupé pacifiquement la rue Rideau, en face du centre Rideau, pendant plus d'un heure, en guise de protestations contre les violences commises par les agents de sécurité vis-à-vis de la jeunesse à la rue. L'action ciblait aussi le Safe Streets Act, critiqué comme législation draconienne réprimant la misère.
Elle cibla également un règlement passée par l'Hôtel de Ville d'Ottawa qui interdisait la vente de journaux dans la rue. Les clochards et sans-abris d'Ottawa ont alors vendu le journal alternatif d'Halifax, [www.dominionpaper.ca Dominion Newspaper]. De nouvelles lois qui prenaient effet le 1er mai ont été promulguées pour tenter d'empêcher la vente de ce journal.

## 1erjuin 2006
Le 1er juin 2006, le syndicat organisa une manifestation durant laquelle une quête fut organisée, en protestation contre une loi municipale interdisant la vente d'artisanat et la distribution de journaux dans la rue. Celle-ci fit l'objet de l'attention des médias, qui citèrent Nellis et le syndicat : « Les sans-abris d'Ottawa disent qu'ils et elles vont perturber les affaires dans cette ville si les hommes d'affaires insistent pour perturber nos affaires. »

## Les lois et le syndicat des clochards
Règlement No. 2005 - 358:
Il s'agit d'un règlement passé par l'hôtel de ville d'Ottawa qui limite la vente sur les "routes" (highways). Le terme "route" de ce règlement n'est pas approprié puisque la loi, dans ce cas, définit les "routes" comme des routes publiques et communes, et inclut les ponts, les viaducs et les autres structures faisant partie de la route.
Ce règlement fut passé le 24 août 2005 sans aucune consultation publique.
La loi prohibe la vente d'arts et d'artisanats, de fleurs, de journaux de rue, aussi bien qu'elle interdit les performances et le théâtre de rue.
 Le Safe Streets Act
Le Safe Streets Act était une loi passée par le gouvernement conservateur de Mike Harris en 1999 qui s'appliquait à toute l'Ontario(Canada). Cette loi a comme but de mettre fin au "quêtage agressif" mais la loi était vague dans ce qu'elle voulait dire par "quêtage agressif. La loi dit seulement que le quêtage agressif veut dire "une façon qui est propre à amener une personne raisonnable à prendre en considération sa sécurité". C'est très vague parce que ce n'est pas tout le monde qui se sentent mencé(e)s dans les mêmes situations. Certaines personnes "raisonnables" se sentent menacées en étant simplement sollicité par les clochard(e)s pour du "petit change" alors que d'autres n'ont aucun problème à arrêter pour donner de l'argent aux gens qui en ont besoin. Le syndicat des clochards sent que le but du "Safe Streets Act" n'est pas de mettre fin au "quêtage agressif" mais bien d'éliminer toute quête qu'elle soit passive ou agressive.
À Ottawa, les clochards du Syndicat des quêteux ont été capables de répondre à harcèlement de la Police d'Ottawa en gardant sur eux une copie du Safe Street Act et en le montrant aux policiers pour prouver qu'ils ne violent pas la loi. Néanmoins, des quêteux se retrouvent à avoir à payer des amendes liées au quêtage qu'ils et qu'elles n'ont pas les moyens de payer.
D'ailleurs, la loi ne s'applique pas aux campagnes de charité qui sollicite les gens pour de l'argent. Le fait que les campagnes de charité soient permises de solliciter de l'argent sur les médianes et les trottoirs montrent le classisme inhérent du Safe Streets Act.
Ce n'est pas normal que les clochard(e)s d'Ottawa reçoivent des douzaines d'amendes à cause du Safe Streets Act. Le Ticket Defence Program (Programme de défense des amendes) fut formé en réponse ; des activistes sociaux ont tenté de faire tomber les amendes données aux clochard(e)s. Le programme a été très fructueux dans les villes où il a été implanté.